# Чемпіонат світу з легкої атлетики 2017 — біг на 200 метрів (жінки)

Фінальний забіг

Змагання з бігу на 200 метрів серед жінок на Чемпіонаті світу з легкої атлетики 2017 у Лондоні проходили 8,10 і 11 серпня на Олімпійському стадіоні.

## Рекорди
На початок змагань основні рекордні результати були такими:
| WR | Флоренс Гріффіт-Джойнер США | 21,34 | Сеул Південна Корея | 29 вересня 1988 |
| CR | Дафне Схіперс Нідерланди    | 21,63 | Пекін КНР           | 28 серпня 2015  |
| WL | Торі Бові США               | 21,77 | Юджин США           | 27 травня 2017  |

## Розклад
| Дата           | Час початку | Стадія    |
| -------------- | ----------- | --------- |
| 8 серпня 2017  | 19:30       | Забіги    |
| 10 серпня 2017 | 21:05       | Півфінали |
| 11 серпня 2017 | 21:50       | Фінал     |

Вказаний місцевий час (UTC+0)

## Результати

### Забіги
Умови кваліфікації до наступного раунду: перші троє з кожного забігу (Q) та троє найшвидших за часом з тих, які посіли у забігах місця, починаючи з четвертого (q).
Забіг 1
Вітер: 0,5 м/с
| Місце | Атлетка            | Країна            | Час   | Примітки |
| ----- | ------------------ | ----------------- | ----- | -------- |
| 1     | Дафне Схіперс      | Нідерланди        | 22,63 | Q        |
| 2     | Тайнія Гайтер      | Багамські Острови | 22,98 | Q        |
| 3     | Марія Белімпасакі  | Греція            | 23,16 | Q        |
| 4     | Б'янка Вільямс     | Велика Британія   | 23,30 | q        |
| 5     | Джодеан Вільямс    | Ямайка            | 23,38 | q        |
| 6     | Анна Кільбасінська | Польща            | 23,48 |          |
| 7     | Райлі Дей          | Австралія         | 23,48 |          |

Забіг 2
Вітер: -0,6 м/с
| Місце | Атлетка               | Країна     | Час   | Примітки |
| ----- | --------------------- | ---------- | ----- | -------- |
| 1     | Кімберлін Данкан      | США        | 22,74 | Q        |
| 2     | Муджинга Камбунджі    | Швейцарія  | 22,86 | Q        |
| 3     | Віторія Крістіна Роза | Бразилія   | 23,26 | Q        |
| 4     | Джастін Пальфраман    | ПАР        | 23,35 | q        |
| 5     | Вікторія Зябкіна      | Казахстан  | 23,66 |          |
| 6     | Лорен Доркаш Базолу   | Португалія | 23,85 |          |
| 7     | Ульфа Сільпіано       | США        | 25,23 |          |

Забіг 3
Вітер: 0,1 м/с
| Місце | Атлетка            | Країна                   | Час   | Примітки |
| ----- | ------------------ | ------------------------ | ----- | -------- |
| 1     | Діджа Стівенс      | США                      | 22,90 | Q        |
| 2     | Івет Лалова-Колліо | Болгарія                 | 23,08 | Q        |
| 3     | Сашалі Форбз       | Ямайка                   | 23,26 | Q        |
| 4     | Шеннон Гілтон      | Велика Британія          | 23,39 |          |
| 5     | Естела Гарсія      | Іспанія                  | 23,78 |          |
| 6     | Маріелі Санчес     | Домініканська Республіка | 23,89 |          |
| 7     | Елла Нельсон       | Австралія                | 24,02 |          |

Забіг 4
Вітер: -0,1 м/с
| Місце | Атлетка                 | Країна            | Час   | Примітки |
| ----- | ----------------------- | ----------------- | ----- | -------- |
| 1     | Шона Міллер-Уйбо        | Багамські Острови | 22,69 | Q        |
| 2     | Сімон Фейсі             | Ямайка            | 22,98 | Q        |
| 3     | Едідіонг Офоніме Одіонг | Бахрейн           | 23,24 | Q        |
| 4     | Яна Качур               | Україна           | 23,47 |          |
| 5     | Сада Вільямс            | Барбадос          | 23,55 |          |
| 6     | Кайєлл Кларк            | Тринідад і Тобаго | 23,75 |          |
| 7     | Теа Вісіл               | Папуа Нова Гвінея | 23,93 |          |

Забіг 5
Вітер: -0,4 м/с
| Місце | Атлетка           | Країна            | Час   | Примітки |
| ----- | ----------------- | ----------------- | ----- | -------- |
| 1     | Діна Ашер-Сміт    | Велика Британія   | 22,73 | Q, SB    |
| 2     | Крістал Еммануель | Канада            | 22,87 | Q        |
| 3     | Естель Раффаї     | Франція           | 23,72 | Q        |
| 4     | Джанет Ампонсах   | Гана              | 23,77 |          |
| 5     | Недіам Варгас     | Венесуела         | 24,35 |          |
| 6     | Реджин Тугаде     | Гуам              | 26,22 |          |
| 7     | Мішель-Лі Айє     | Тринідад і Тобаго | DNS   |          |

Забіг 6
Вітер: 0,1 м/с
| Місце | Атлетка         | Країна            | Час   | Примітки |
| ----- | --------------- | ----------------- | ----- | -------- |
| 1     | Марі-Жозе Та Лу | Кот-д'Івуар       | 22,70 | Q        |
| 2     | Сара Атчо       | Швейцарія         | 23,09 | Q        |
| 3     | Антонік Страчан | Багамські Острови | 23,23 | Q        |
| 4     | Сіндія Букса    | Латвія            | 23,54 |          |
| 5     | Ірен Сірагуза   | Італія            | 23,73 |          |
| 6     | Ізідора Хіменес | Чилі              | 23,89 |          |
| 7     | Лаура Мюллер    | Німеччина         | DNS   |          |

Забіг 7
Вітер: 0,5 м/с
| Місце | Атлетка            | Країна            | Час   | Примітки |
| ----- | ------------------ | ----------------- | ----- | -------- |
| 1     | Ребекка Гаазе      | Німеччина         | 22,99 | Q        |
| 2     | Розанжела Сантус   | Бразилія          | 23,34 | Q        |
| 3     | Семой Хакетт       | Тринідад і Тобаго | 23,50 | Q        |
| 4     | Корнелія Хальбхеєр | Швейцарія         | 23,51 |          |
| 5     | Глорія Хупер       | Італія            | 23,51 |          |
| 6     | Джина Басс         | Гамбія            | 23,56 |          |
| 7     | Торі Бові          | США               | DNS   |          |

### Півфінали
Умови кваліфікації до наступного раунду: перші двоє з кожного забігу (Q) та двоє найшвидших за часом з тих, які посіли у забігах місця, починаючи з третього (q).
Забіг 1
Вітер: -0,2 м/с
| Місце | Атлетка            | Країна            | Час   | Примітки |
| ----- | ------------------ | ----------------- | ----- | -------- |
| 1     | Дафне Схіперс      | Нідерланди        | 22,49 | Q        |
| 2     | Діджа Стівенс      | США               | 22,71 | Q        |
| 3     | Івет Лалова-Колліо | Болгарія          | 22,96 |          |
| 4     | Ребекка Гаазе      | Німеччина         | 23,03 |          |
| 5     | Сашалі Форбз       | Ямайка            | 23,09 |          |
| 6     | Сара Атчо          | Швейцарія         | 23,12 |          |
| 7     | Джастін Пальфраман | ПАР               | 23,21 |          |
| 8     | Антонік Страчан    | Багамські Острови | 23,21 |          |

Забіг 2
Вітер: -0,2 м/с
| Місце | Атлетка                 | Країна            | Час   | Примітки |
| ----- | ----------------------- | ----------------- | ----- | -------- |
| 1     | Шона Міллер-Уйбо        | Багамські Острови | 22,49 | Q        |
| 2     | Кімберлін Данкан        | США               | 22,73 | Q        |
| 3     | Муджинга Камбунджі      | Швейцарія         | 23,00 |          |
| 4     | Сімон Фейсі             | Ямайка            | 23,01 |          |
| 5     | Едідіонг Офоніме Одіонг | Бахрейн           | 23,24 |          |
| 6     | Б'янка Вільямс          | Велика Британія   | 23,40 |          |
| 7     | Семой Хакетт            | Тринідад і Тобаго | 23,54 |          |
| 8     | Розанжела Сантус        | Бразилія          | DQ    | R162.7   |

Забіг 3
Вітер: -0,2 м/с
| Місце | Атлетка               | Країна            | Час   | Примітки |
| ----- | --------------------- | ----------------- | ----- | -------- |
| 1     | Марі-Жозе Та Лу       | Кот-д'Івуар       | 22,50 | Q        |
| 2     | Діна Ашер-Сміт        | Велика Британія   | 22,73 | Q, SB    |
| 3     | Крістал Еммануель     | Канада            | 22,85 | q        |
| 4     | Тайнія Гайтер         | Багамські Острови | 22,85 | q        |
| 5     | Марія Белімпасакі     | Греція            | 23,21 |          |
| 6     | Віторія Крістіна Роза | Бразилія          | 23,31 |          |
| 7     | Джодеан Вільямс       | Ямайка            | 23,32 |          |
| 8     | Естель Раффаї         | Франція           | 23,45 |          |

### Фінал
Вітер: 0,8 м/с
| Місце | Атлетка           | Країна            | Час   | Примітки |
| ----- | ----------------- | ----------------- | ----- | -------- |
| 1     | Дафне Схіперс     | Нідерланди        | 22,05 | SB       |
| 2     | Марі-Жозе Та Лу   | Кот-д'Івуар       | 22,08 | NR       |
| 3     | Шона Міллер-Уйбо  | Багамські Острови | 22,15 |          |
| 4     | Діна Ашер-Сміт    | Велика Британія   | 22,22 | SB       |
| 5     | Діджа Стівенс     | США               | 22,44 |          |
| 6     | Кімберлін Данкан  | США               | 22,59 |          |
| 7     | Крістал Еммануель | Канада            | 22,60 |          |
| 8     | Тайнія Гайтер     | Багамські Острови | 23,07 |          |